# EMC製のウィントンエンジン搭載の入換機
EMC製のウィントンエンジン搭載の入換機（ - せいのウィントンエンジンとうさいのいれかえき）とは、エレクトロ・モーティブ・コーポレーション（EMC）が初期に製作したディーゼル機関車のうち、ウィントン・エンジン・コーポレーション製の201-A型ディーゼルエンジンを搭載した多数の車種について述べる項目である。

## 車種の概要
ゼネラルモーターズ（GM）が、車輌製造メーカーであるEMCと、エンジン製造メーカーであるウィントン・エンジンを買収し、ディーゼルエンジンを使用した鉄道車両の製造を本格的に開始したのは1935年2月である。以後、1939年1月まで、ウィントン製エンジンを搭載した機関車の各形式が合計175両製造された。
本項に記載する車種のほとんどは、後述の2種類のエンジンと2種類のフレームの組み合わせで製造されている。600馬力エンジンを搭載するSシリーズと、900馬力エンジンを搭載するNシリーズがあり、フレームの種類で形式が分かれる。フレームの長さは同一である。

## 201-A型エンジン
ウィントンが製造していたディーゼルエンジンは201-A型エンジンといい、 潜水艦に使用されていたものを転用したものであった。ピストンにボアは8インチ(203.2mm)、ストロークは10インチ(254mm)で、1気筒あたり502.4立方インチ（約8,232cc）であった。直列8気筒とV型12気筒の2種があった。
直列8気筒エンジンは排気量65.9リットル、600馬力（450キロワット）であった。このエンジンを搭載する車種のほとんどは、形式にSがつく。出力の600馬力（Six hundred）に由来する。
V型12気筒エンジンはシリンダーを60度に組んで排気量98.8リットルとして、900馬力(700キロワット)であった。車種によっては、エンジンを2基搭載したものもある。このエンジンを搭載する車種のほとんどは、形式にNがつく。出力の900馬力（Nine hundred）に由来する。

## フレーム
SシリーズもNシリーズも、フレーム（台枠）の製造方法によりさらに2種類ずるに分けられる。
鋳造フレームを採用した車種のほとんどは、形式にC（Cast flameの頭文字）がつく。鋳造フレームはイリノイ州グレイナイト・シティのゼネラル・スチール・キャスティング（現ベスレヘム・スチール）が製造した。
溶接フレームを採用した車種のほとんどは、形式にW（Welded flameの頭文字）がつく。溶接フレームはEMCが自社で製造した。

## Sシリーズ
エンジンの搭載位置の関係で、煙突はフードの車幅方向中央ではなく、運転士側（進行方向右側）から見て左に偏倚している。これは、直列エンジンであるためである。Nシリーズは中央に位置する。
SシリーズはNシリーズよりフードが若干短い。車端部デッキ上には電装品箱が設置されており、Sシリーズは扁平で丸みを帯びた形（サッチェル＝学生カバンの意、と呼ぶ）となっている。
201-A型エンジン搭載車は、のちのEMD 567系エンジン搭載車と異なり、フード側面の前端に小さなルーバーが開口し、フード上面には換気のために覆いのついた換気口がある。567系エンジン搭載車は、側面のルーバーはなく、フード上面はグリルが設置されている。
Sシリーズは合計で114両が販売された。

### SC（試作車）
1935年、2両の試作車両が製造された。台枠は鋳造。量産車と異なり、フード上面の運転台に向けての下り傾斜がなく、フード側面上部のルーバーは左右各6カ所であった。これらはEMDのシリアル・ナンバー516、517号として製造され、デラウェア・ラッカワナ・アンド・ウェスタン鉄道の425号、426号となった。426号は同鉄道の塗装のままジェネシー・バレー鉄道にて使用されているが、エンジンは1962年に567B型に換装されている。

### SC（量産車）

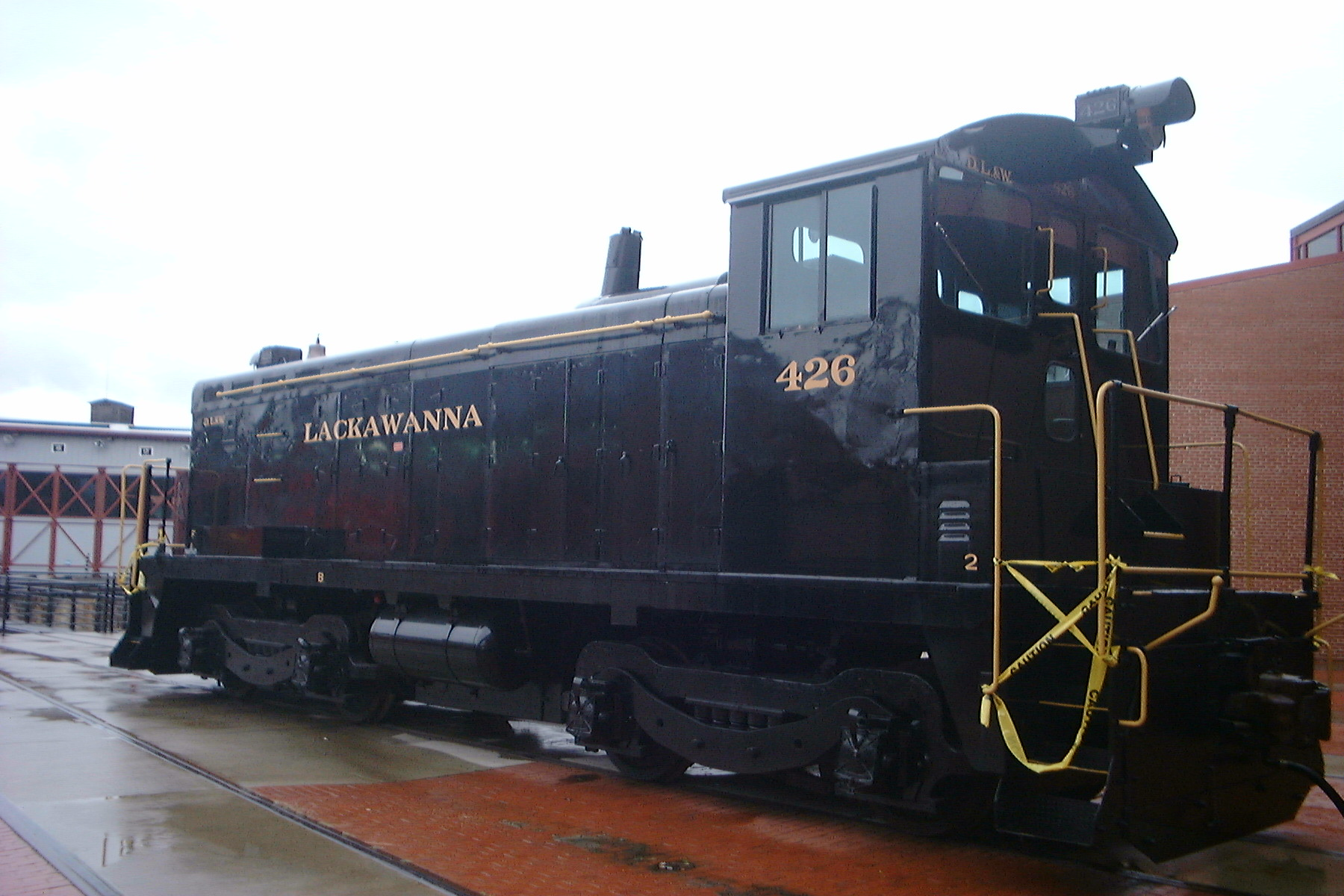

1936年5月から1939年1月にかけて42両が製造された。台枠は鋳造。前述の試作車とあわせて40両とする場合もある。
オリジナルの所有者は以下のとおり。
| 鉄道                                                           | 両数 | ロードナンバー  | 備考 |
| -------------------------------------------------------------- | ---- | --------------- | ---- |
| アッチソン・トピカ・アンド・サンタフェ鉄道                     | 4    | 2301、2151-2153 |      |
| インランド・スチール                                           | 2    | 40、41          |      |
| ニューヨーク・セントラル鉄道                                   | 7    | 567-573         |      |
| ボストン・アンド・メイン鉄道                                   | 6    | 1103-1108       |      |
| シカゴ・グレート・ウェスタン鉄道                               | 3    | 5-7             |      |
| サウス・バッファロー鉄道                                       | 2    | 50-51           |      |
| リバー・ターミナル鉄道                                         | 1    | 50              |      |
| エレクトロ・モーティブ・コーポレーション                       | 1    | 620             |      |
| フィラデルフィア・ベスレヘム・アンド・ニュー・イングランド鉄道 | 2    | 204、205        |      |
| パタプスコ・アンド・バック・リバーズ鉄道                       | 3    | 101-103         |      |
| ミネアポリス・アンド・セント・ルイス鉄道                       | 1    | D438            |      |
| ミズーリ・パシフィック鉄道                                     | 4    | 9000-9003       |      |
| グランド・トランク・ウェスタン鉄道                             | 2    | 7800、7801      |      |
| ニュー・ジャージー・セントラル鉄道                             | 4    | 1005-1008       |      |
| 合計                                                           | 42   |                 |      |

SCは以下の2両が保存されている。
- ミズーリ・パシフィック鉄道 #9001 - のちのダーデネレ・アンド・ラッセルビル鉄道の#14。イリノイ鉄道博物館にて静態保存。レストアこそされていないが、ほぼ良好な状態。
- ニューヨーク・セントラル鉄道 #570 - のちのエンパイア・コーク#570。ハート・オブ・ディキシー鉄道博物館にて静態保存。コンディションはよくない。

### SW
1936年12月から1939年1月までの間に77両が製造された、溶接台枠の機関車。
オリジナルの所有者は以下のとおり。
| 鉄道                                                           | 両数 | ロードナンバー | 備考         |
| -------------------------------------------------------------- | ---- | -------------- | ------------ |
| エルジン・ジョリエット・アンド・イースタン鉄道                 | 9    | 200-208        |              |
| レディング鉄道                                                 | 6    | 10-15          |              |
| リバー・ターミナル鉄道                                         | 1    | 51             |              |
| シカゴ・アンド・イースタン・イリノイ鉄道                       | 2    | 100、101       |              |
| フィラデルフィア・ベスレヘム・アンド・ニュー・イングランド鉄道 | 1    | 206            |              |
| エレクトロ・モーティブ・コーポレーション                       | 1    | 655            | →カントン#20 |
| インランド・スチール                                           | 4    | 43-46          |              |
| シカゴ・ロック・アイランド・アンド・パシフィック鉄道           | 29   | 500-528        |              |
| グレート・レイク・スチール                                     | 2    | 6、7           |              |
| シカゴ・バーリントン・アンド・クインシー鉄道                   | 6    | 9139-9135      |              |
| バッファロー・クリーク鉄道                                     | 2    | 40-41          |              |
| ペンシルバニア鉄道                                             | 1    | 3908           |              |
| スチールトン・アンド・ハイスパイア鉄道                         | 1    | 32             |              |
| リーハイ・バレー鉄道                                           | 6    | 106-111        |              |
| パタプスコ・アンド・バック・リバー鉄道                         | 2    | 104-105        |              |
| ミズーリ・パシフィック鉄道                                     | 1    | 5              |              |
| ミネアポリス・アンド・セント・ルイス鉄道                       | 1    | D838           |              |
| ユニオン・ターミナル鉄道                                       | 1    | 10             |              |
| ボルチモア・アンド・オハイオ鉄道                               | 1    | 199            |              |
| 合計                                                           | 77   |                |              |

2両のSWが現存しているが、どちらもオリジナルのエンジンではない。
- フィラデルフィア・ベスレヘム・アンド・ニュー・イングランド鉄道 - エンジンを567CR型（567C型のエンジンブロックでありながら、クランクシャフトは右回転）に載せ替えられた#206が、レールツアーの#11としてペンシルベニア州ジム・ソープに保管されている。電装品はEMCのオリジナル品であり、初期の跳ね上げ式ベンチレーターを残している。
- ミズーリ・パシフィック鉄道 - #5がサーマル・ベルト鉄道で運用されている。エンジンはカミンズの600馬力のものに交換されている。

## Nシリーズ
Sシリーズと異なり、煙突はフードの車軸方向中央に位置する。
Nシリーズは、Sシリーズよりもフードが若干長い。車端部のスペースの大きさで見分けることができる。また、車端部デッキ上には電装品箱が設置されており、Nシリーズは角形で大きなものである。

### Model90
1935年3月に製造された、NCの試作車。形式名は900馬力を示す。量産車と異なり、運転台が端部でもなく中央でもない位置に設置されているのが外見上の特徴である。フレームは溶接。
デモ車として、EMCのロードナンバー518とされた。由来は製造番号である。EMCは組み立て工場を持っていなかったので、デラウェア州ウィルミントンのベスレヘム・スチールで組み立てられた。
デモンストレーションが終了すると、10月にはフィラデルフィア・ベスレヘム・アンド・ニュー・イングランド鉄道に売却され、#203とされた。これはのちに#55に改番された。さらにパリッシュ・ライン鉄道に売却され、#10となった。

### NC
NCは1937年5月から1938年1月にかけて5両が製造された。電装品は、自社製とするには設計が間に合わなかったため、ゼネラル・エレクトリック製を使用した車両と、ウェスティングハウス・エレクトリック製を使用した車両があった。台車はAARのA形台車。本形式には総括制御装置はない。
オリジナルの所有者は下記のとおり。
| 鉄道                                                           | 両数 | ロードナンバー | 備考 |
| -------------------------------------------------------------- | ---- | -------------- | --- |
| グレート・ノーザン鉄道                                         | 1    | 5101           | →#5300。1955年にSW1200に改造。 |
| フィラデルフィア・ベスレヘム・アンド・ニュー・イングランド鉄道 | 2    | 208、209       | |
| ヤングスタウン・アンド・ノーザン鉄道                           | 2    | 201、202       | #201はエルジン・ジョリエット・アンド・イースタン鉄道の#402→ベスレヘム・アンド・ニュー・イングランド鉄道の#55。#202はマリネッテ・トマホーク・アンド・ウェスタン鉄道の#408→サビーン・リバー・アンド・ノーザン鉄道の#408 |
| 合計                                                           | 5    |                | |

ミズーリ州セントルイスの国立交通博物館に#408が保存されている。

### NC1
NC1は1937年3月に5両が製造された。電装品はすべてウェスティングハウス。NCとの差異は、NC1には総括制御装置がついていることである。台車はAARのA形。全車がバーミングハム・サザン鉄道に納車され、#71-75となった。

### NC2
NC2は1937年7月に2両が製造された。NC1とは配線が異なるのみである。フレームはゼネラル・スチール・キャスティングス製。台車はAARのA形。全車がミズーリ・パシフィック鉄道に納車され、#4100、#4101となった。

### NW
NWは1937年9月から1938年12月にかけて8両が製造された。NCと異なり、フレームは自社製の溶接台枠である。台車はAARのA形。
オリジナルの所有者は下記のとおり。
| 鉄道                                                           | 両数 | ロードナンバー | 備考                                 |
| -------------------------------------------------------------- | ---- | -------------- | ------------------------------------ |
| アッチソン・トピカ・アンド・サンタフェ鉄道                     | 3    | 2350-2352      | のち#2400-2402となり、SW1200に改造。 |
| フィラデルフィア・ベスレヘム・アンド・ニュー・イングランド鉄道 | 2    | 210、211       | →#53、54                             |
| カンザス・シティ・ターミナル鉄道                               | 2    | 60、61         |                                      |
| ノーザン・パシフィック鉄道                                     | 1    | 100            |                                      |
| 合計                                                           | 5    |                |                                      |

### NW1

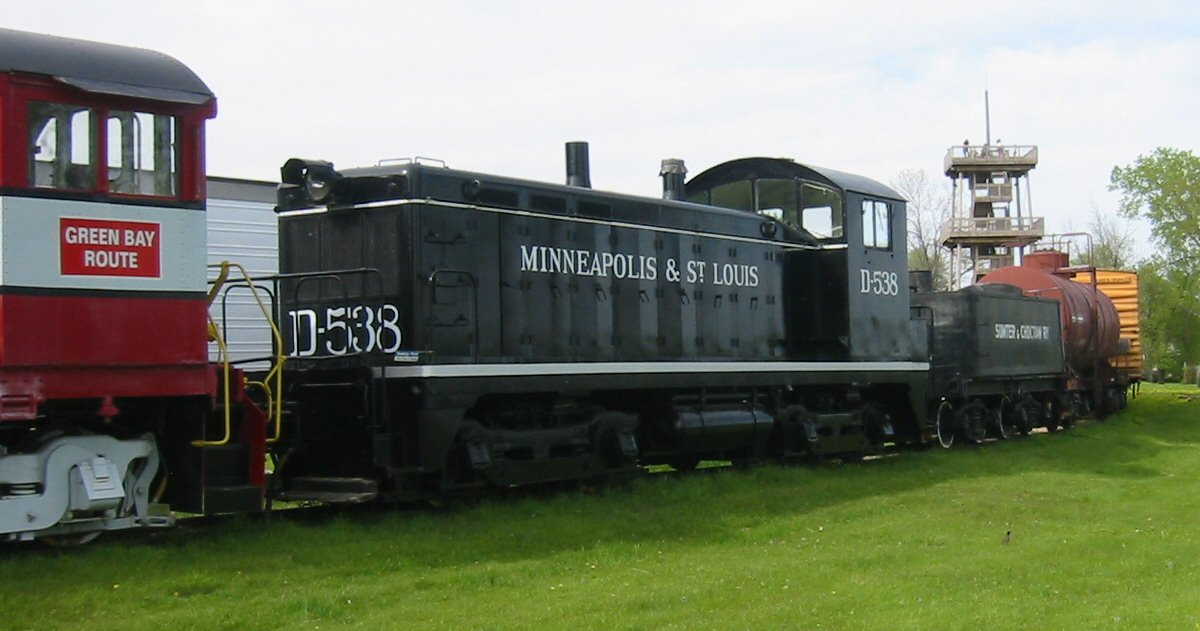
ウィスコンシン州グリーンベイの国立鉄道博物館に保存されているミネアポリス・アンド・セント・ルイス鉄道のNW1。#D-538。

NW1は1937年11月から1939年1月にかけて27両製造された。201-A型エンジンを搭載したNシリーズにおいてもっとも両数が多かった。フードが延長され、フロントデッキに位置していた電装品箱がない。電装品はGE製であった。台車はAARのA形。
オリジナルの所有者は下記のとおり。
| 鉄道                                                 | 両数 | ロードナンバー | 備考 |
| ---------------------------------------------------- | ---- | -------------- | ---- |
| エルジン・ジョリエット・アンド・イースタン鉄道       | 2    | 400、401       |      |
| リーハイ・バレー鉄道                                 | 11   | 120-130        |      |
| シカゴ・バーリントン・アンド・クインシー鉄道         | 2    | 9200、9201     |      |
| グレート・ノーザン鉄道                               | 1    | 5102           |      |
| シカゴ・ロック・アイランド・アンド・パシフィック鉄道 | 8    | 700-707        |      |
| ミネアポリス・アンド・セント・ルイス鉄道             | 2    | D538、D738     |      |
| 合計                                                 | 27   |                |      |

### NW1A
NW1Aは1938年12月に3両が製造された。発電機はGE製だが、駆動用モーターはEMC製となった。台車はAARのA形。全車がミネアポリス・セント・ポール・アンド・スー・セント・マリー鉄道に納車され、#2100-2102となった。

### NW4
NW4は1938年8月に2両が製造された。フードの運転席側の内部には客車暖房用の蒸気発生装置を搭載することが特徴である。これは客車の入換に使用されるためであり、スイッチャーにおいて蒸気発生装置が搭載された初めての例であった。蒸気発生装置用の水タンクは床下に配された。
本項の他形式では床下に搭載されていたエアタンクは、大型化した上でラジエターの前（本項の他形式では電装品箱となっている位置）に移設する必要があり、そのためにフレームが長い。フードと運転席はNシリーズ共通のものであった。
台車はAARのA形であった。これはEMCのデモ車、#511と#512から流用された。
全車がミズーリ・パシフィック鉄道に納車され、#4102、4103となった。1959年に解体された。

### T
Tは、EMC唯一のトランスファー・ロコモティブ（移動機）として1936年5月に製造された。
車体形状は凸型で、両端のフードにはV形12気筒の201-A型エンジンを2基搭載していた。合計出力は1200馬力。電装品はGE製。
車軸配置はB-B+B-B。4組の台車を2組ずつ組み合わせたスパン・ボルスタであり、その上に車体が載っていた。本形式のメイン・フレームは常に垂下していたため、EMDに戻されて補強を受けた。
イリノイ・セントラル鉄道に#9201として納車されたが、すぐに#9202に改番された。1950年に解体された。